# Fresnes-en-Saulnois
Pour les articles homonymes, voir Fresnes et Saulnois (homonymie).
Fresnes-en-Saulnois est une commune française située dans le département de la Moselle en région Grand Est.

## Géographie
| Oriocourt   | Laneuveville-en-Saulnois | Amelécourt     |
| Jallaucourt | Fresnes-en-Saulnois      |                |
| Grémecey    | Chambrey                 | Château-Salins |

### Hydrographie
La commune est située dans le bassin versant du Rhin au sein du bassin Rhin-Meuse. Elle est drainée par le ruisseau de Saint-Jean, le ruisseau d'Osson, le ruisseau de Blanche Fontaine et le ruisseau de Viviers.
Le ruisseau de Saint-Jean, d'une longueur totale de 15,8 km, prend sa source dans la commune  et se jette  dans la Seille en limite d'Thézey-Saint-Martin et de Craincourt, face à Létricourt, après avoir traversé neuf communes.
Le ruisseau d'Osson, d'une longueur totale de 15,9 km, prend sa source dans la commune de Amelécourt et se jette  dans la Seille en limite d'Aulnois-sur-Seille et d'Ajoncourt, face à Chenicourt après avoir traversé huit communes.

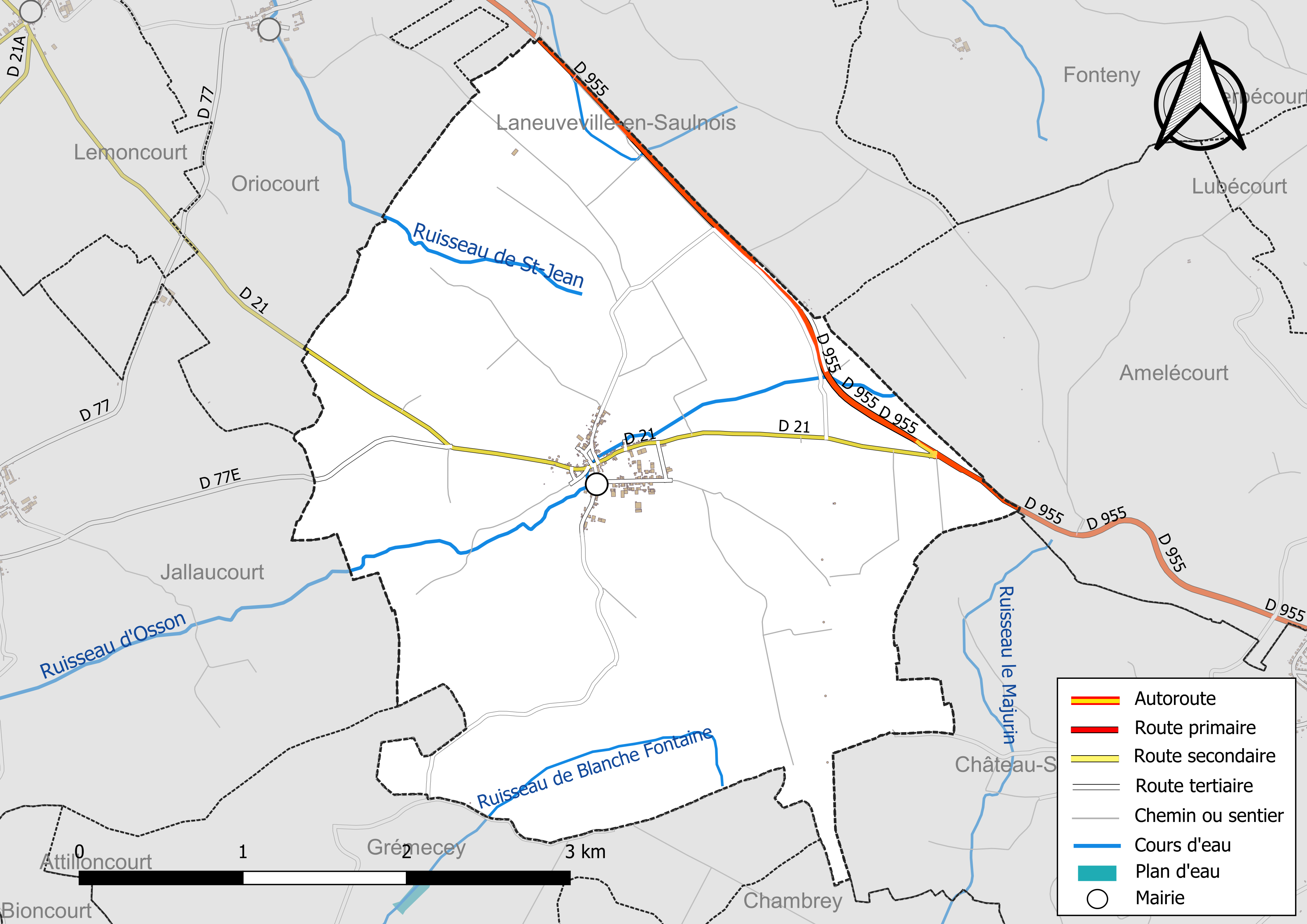
Réseaux hydrographique et routier de Fresnes-en-Saulnois.

La qualité des eaux des principaux cours d’eau de la commune, notamment du ruisseau de Saint-Jean et du ruisseau d'Osson, peut être consultée sur un site spécial géré par les agences de l’eau et l’Agence française pour la biodiversité.

### Climat
Pour des articles plus généraux, voir Climat du Grand Est et Climat de la Moselle.
En 2010, le climat de la commune est de type climat des marges montargnardes, selon une étude du Centre national de la recherche scientifique s'appuyant sur une série de données couvrant la période 1971-2000. En 2020, Météo-France publie une typologie des climats de la France métropolitaine dans laquelle la commune est exposée à un climat semi-continental et est dans la région climatique  Lorraine, plateau de Langres, Morvan, caractérisée par un hiver rude (1,5 °C), des vents modérés et des brouillards fréquents en automne et hiver. 
Pour la période 1971-2000, la température annuelle moyenne est de 9,5 °C, avec une amplitude thermique annuelle de 16,9 °C. Le cumul annuel moyen de précipitations est de 836 mm, avec 11,8 jours de précipitations en janvier et 9,3 jours en juillet. Pour la période 1991-2020, la température moyenne annuelle observée sur la station météorologique de Météo-France la plus proche, « Lesse_sapc », sur la commune de Lesse à 15 km à vol d'oiseau, est de 10,7 °C et le cumul annuel moyen de précipitations est de 694,0 mm. 
La température maximale relevée sur cette station est de 40 °C, atteinte le 25 juillet 2019 ; la température minimale est de −20,7 °C, atteinte le 20 décembre 2009,,. 
Les paramètres climatiques de la commune ont été estimés pour le milieu du siècle (2041-2070) selon différents scénarios d'émission de gaz à effet de serre à partir des nouvelles projections climatiques de référence DRIAS-2020. Ils sont consultables sur un site spécial publié par Météo-France en novembre 2022.

## Urbanisme

### Typologie
Au 1er janvier 2024, Fresnes-en-Saulnois est catégorisée commune rurale à habitat dispersé, selon la nouvelle grille communale de densité à sept niveaux définie par l'Insee en 2022.
Elle est située hors unité urbaine et hors attraction des villes,.

### Occupation des sols
L'occupation des sols de la commune, telle qu'elle ressort de la base de données européenne d’occupation biophysique des sols Corine Land Cover (CLC), est marquée par l'importance des territoires agricoles (82,9 % en 2018), en diminution par rapport à 1990 (84,4 %). La répartition détaillée en 2018 est la suivante : 
terres arables (62,1 %), prairies (20,9 %), forêts (13,1 %), zones urbanisées (2,4 %), milieux à végétation arbustive et/ou herbacée (1,5 %). L'évolution de l’occupation des sols de la commune et de ses infrastructures peut être observée sur les différentes représentations cartographiques du territoire : la carte de Cassini (XVIIIe siècle), la carte d'état-major (1820-1866) et les cartes ou photos aériennes de l'IGN pour la période actuelle (1950 à aujourd'hui).

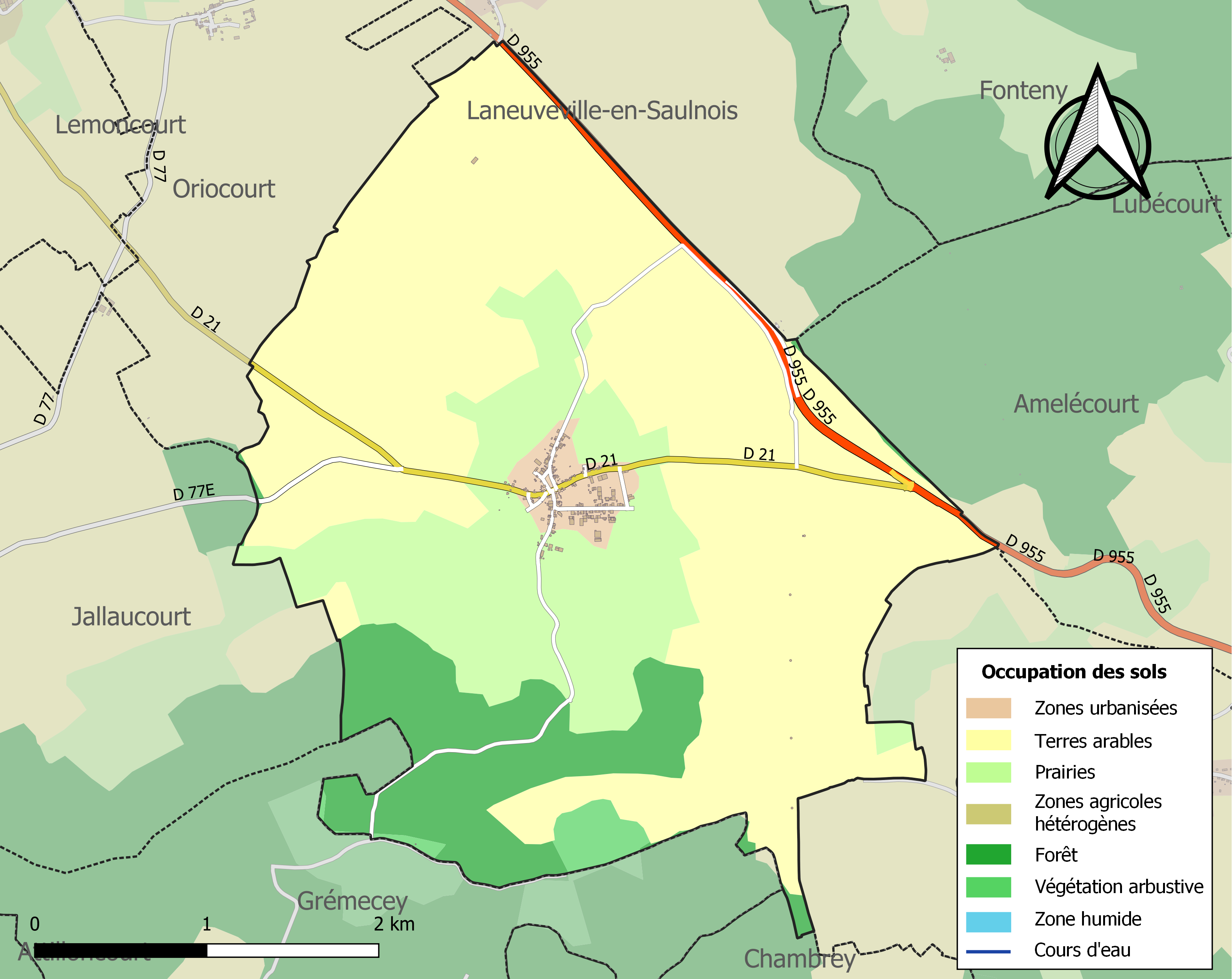
Carte des infrastructures et de l'occupation des sols de la commune en 2018 (CLC).

## Toponymie
Le nom de la localité est attesté sous les formes Fraine en 1339, Fraines en 1420, Frasne en 1427, Fresne en 1477, Fraisnes en 1550, Fraisne en 1566, Fersne en Saulnois en 1793, Fersne-en-Saulney 1801,.

Eschen entre 1915 et 1918, Eschen am Wald entre 1940 et 1944.
Lés Franeûs est le nom en patois des habitants.

## Histoire
- Village de l'ancien Saulnois, vieille possession de l'église de Metz.

## Politique et administration
| Période                                  | Période   | Identité           | Étiquette | Qualité |
| ---------------------------------------- | --------- | ------------------ | --------- | ------- |
| mars 1977                                | mars 2001 | André Laloy        |           |         |
| mars 2001                                | En cours  | Raphaël Ciaramella |           |         |
| Les données manquantes sont à compléter. |           |                    |           |         |

Maire de 1949 à 1977 André BESSARD

## Démographie
L'évolution du nombre d'habitants est connue à travers les recensements de la population effectués dans la commune depuis 1793. Pour les communes de moins de 10 000 habitants, une enquête de recensement portant sur toute la population est réalisée tous les cinq ans, les populations de référence des années intermédiaires étant quant à elles estimées par interpolation ou extrapolation. Pour la commune, le premier recensement exhaustif entrant dans le cadre du nouveau dispositif a été réalisé en 2004.

En 2022, la commune comptait 197 habitants, en évolution de +10,06 % par rapport à 2016 (Moselle : +0,52 %, France hors Mayotte : +2,11 %).
| 1793 | 1800 | 1806 | 1821 | 1831 | 1836 | 1841 | 1846 | 1851 |
| ---- | ---- | ---- | ---- | ---- | ---- | ---- | ---- | ---- |
| 381  | 470  | 489  | 555  | 571  | 603  | 618  | 629  | 562  |

| 1856 | 1861 | 1871 | 1875 | 1880 | 1885 | 1890 | 1895 | 1900 |
| ---- | ---- | ---- | ---- | ---- | ---- | ---- | ---- | ---- |
| 525  | 532  | 505  | 512  | 497  | 461  | 438  | 418  | 357  |

| 1905 | 1910 | 1921 | 1926 | 1931 | 1936 | 1946 | 1954 | 1962 |
| ---- | ---- | ---- | ---- | ---- | ---- | ---- | ---- | ---- |
| 382  | 383  | 336  | 322  | 307  | 264  | 160  | 206  | 208  |

| 1968 | 1975 | 1982 | 1990 | 1999 | 2004 | 2006 | 2009 | 2014 |
| ---- | ---- | ---- | ---- | ---- | ---- | ---- | ---- | ---- |
| 200  | 184  | 172  | 175  | 178  | 165  | 172  | 186  | 179  |

| 2019 | 2022 | - | - | - | - | - | - | - |
| ---- | ---- | - | - | - | - | - | - | - |
| 190  | 197  | - | - | - | - | - | - | - |

## Culture locale et patrimoine

### Lieux et monuments
- Passage d'une voie romaine.
- Vestiges : monnaies, bronzes, tuiles.
- Presbytère XVIIe siècle.

#### Édifices religieux
- Église Saint-Denis 1857, détruite par la guerre.
- Église Saint-Denis moderne 1954.

### Héraldique
| Blason de Fresnes-en-Saulnois | Blason  | D'azur au frêne d'or mouvant de la pointe, accompagné en chef d'un alérion d'argent à dextre et d'une fleur de lis d'or à senestre. |
| Blason de Fresnes-en-Saulnois | Détails | Le statut officiel du blason reste à déterminer.                                                                                    |